# Samuel Tsegay

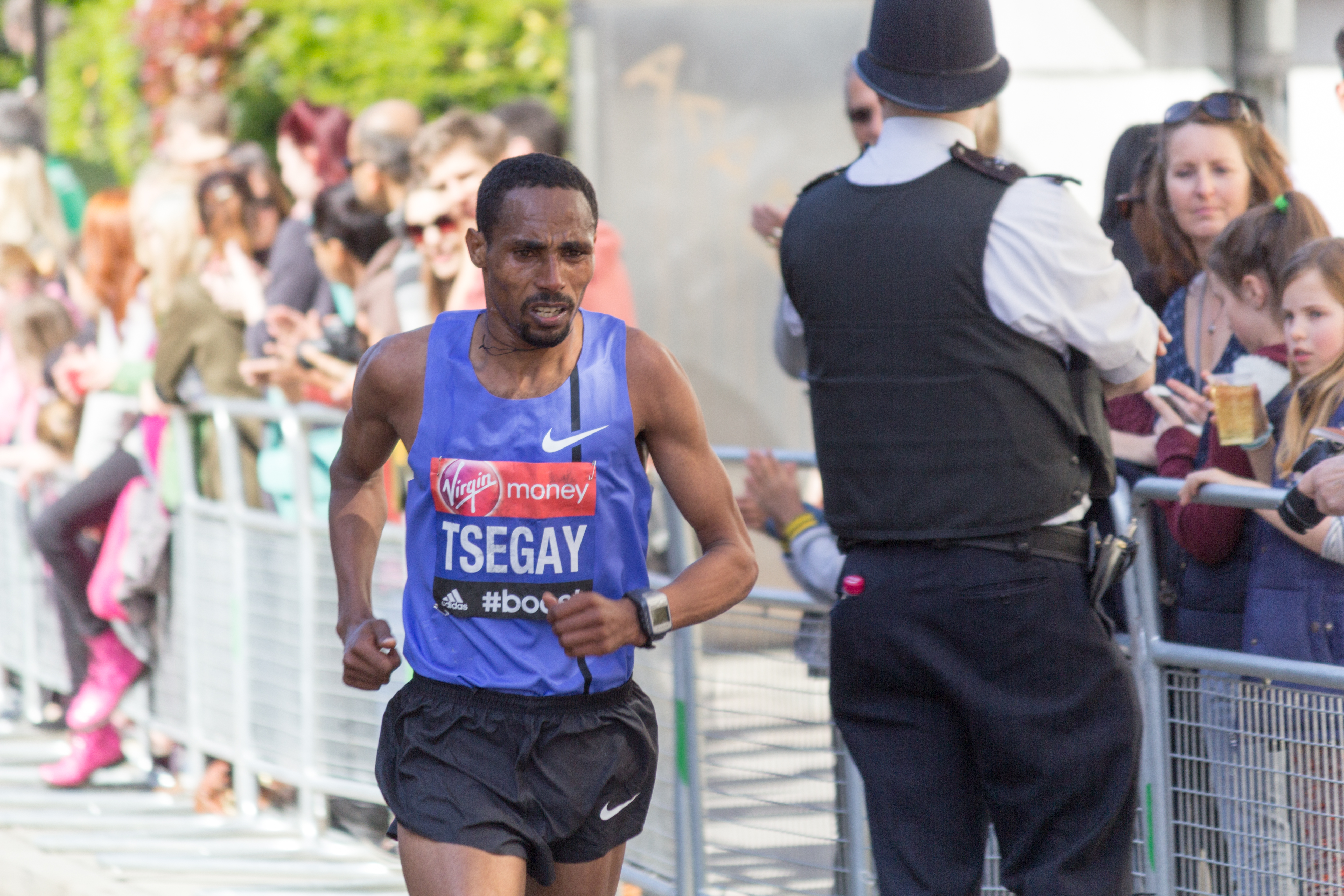
Samuel Tsegay beim London Marathon 2014

Samuel Tsegay (* 24. Februar 1988 in Kudofelasi) ist ein eritreischer Langstreckenläufer.
2005 belegte Tsegay im Juniorenrennen der Crosslauf-Weltmeisterschaften in Saint-Galmier  den 17. Platz. In den folgenden beiden Jahren wurde er jeweils Achter. 2006 wurde er im 10.000-Meter-Lauf Zweiter bei der ostafrikanischen Juniorenmeisterschaften und Vierter bei den Leichtathletik-Juniorenweltmeisterschaften in Peking.
Im Erwachsenenbereich trat Tsegay erstmals 2009 in Erscheinung. Bei den Crosslauf-Weltmeisterschaften in Edinburgh belegte er den 16. Rang und gewann mit der eritreischen Mannschaft die Bronzemedaille in der Nationenwertung. Nachdem er bei den Leichtathletik-Weltmeisterschaften in Berlin im 5000-Meter-Lauf den Finaleinzug verpasst hatte, wurde er bei den Halbmarathon-Weltmeisterschaften in Birmingham mit einer Zeit von 1:00:17 h Fünfter.
Bei den Crosslauf-Weltmeisterschaften 2010 in Bydgoszcz belegte Tsegay den fünften Platz und gewann mit der eritreischen Mannschaft die Silbermedaille in der Nationenwertung. Ebenfalls Fünfter wurde er bei den Halbmarathon-Weltmeisterschaften 2010 in Nanning und gewann Silber mit der eritreischen Mannschaft.

## Bestleistungen
- 5000 m: 13:16,59 min, 25. Juli 2009, Barcelona
- 10.000 m: 28:20,96 min, 30. Juni 2009, Villeneuve-d’Ascq
- Halbmarathon: 1:00:17 h, 11. Oktober 2009, Birmingham